# Gateway, Florida
Gateway är en ort (CDP) i Lee County, i delstaten Florida, USA. Enligt United States Census Bureau har orten en folkmängd på 8 401 invånare (2010) och en landarea på 14,6 km².